# Beinlinge

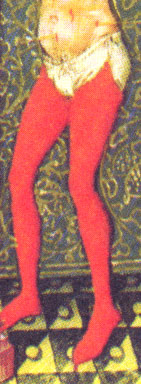
Darstellung von Beinlingen (1440)

Beinlinge sind eine zweiteilige Bekleidung, die die Beine bedeckt. Sie wurde von Männern getragen und gilt als Vorläufer der Hose und der Strumpfhose. Es handelt sich dabei um eine Art Strumpfpaar oder einzelne Hosenbeine. Die Beinlinge werden durch Bändchen oder Schlaufen an einem Gürtel (Bruchengürtel) gehalten. Das Wort Beinling ist eine moderne Neuschöpfung, um Verwechselungen zwischen dem modernen Begriff Hose und dem mittelhochdeutschen hose zu vermeiden.

## Geschichte

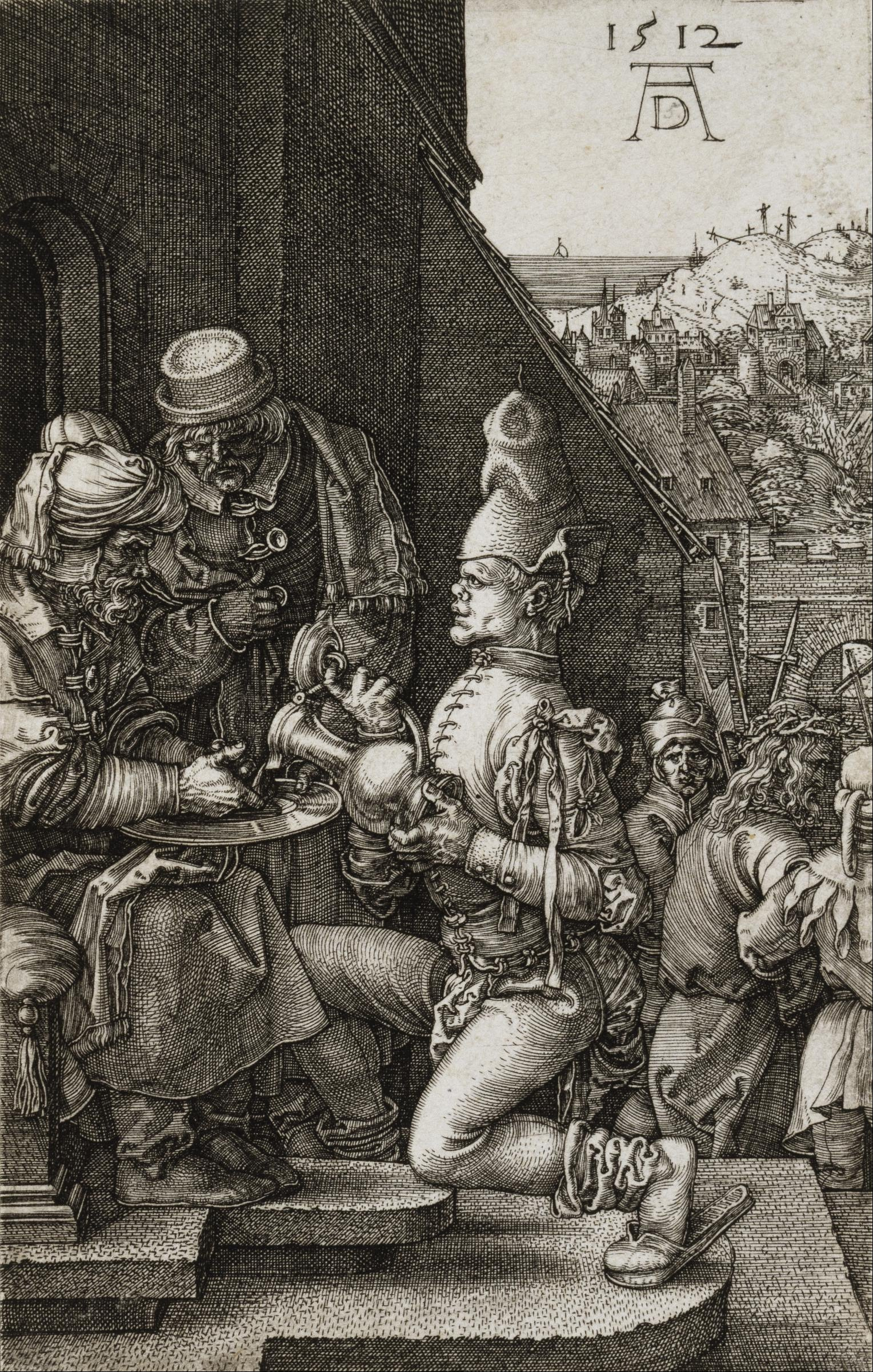
Diener des Pilatus mit Bruoch und Beinlingen (1512)

Der bisher älteste Nachweis von Beinlingen stammt von der jungsteinzeitlichen Gletscherleiche Ötzi.
Im Mittelalter fanden Beinlinge eine weite Verbreitung in der allgemeinen Mode. Mittelalterliche Beinlinge wurden mit Nestelbändern am Bruchengürtel befestigt und bedeckten die gesamten Füße. Seltener hatten sie auch nur einen Steg.
Für den Gebrauch der Beinlinge im Freien zog man noch Schuhe oder Stiefel über sie; im Innenbereich dagegen versah man sie oft direkt mit einer Ledersohle und trug sie schuhlos. Sie wurden in der langen Form ausschließlich von Männern getragen.
Bis ins 14. Jahrhundert wurden die Beinlinge mit einem Band am Gürtel der Bruoch befestigt. Später wurden sie an das Wams angenestelt, wie man das Anbinden nannte. Um einen besseren Halt der Beinlinge zu erlangen, wurden sie oft zusätzlich mit Kniebändern verwendet, die direkt unterm Knie saßen.
Im Laufe des 15. Jahrhunderts wurden die Beinlinge immer länger, so dass sie letztendlich zusammengenäht wurden und die moderne Hose oder Strumpfhose bildeten. Beinlinge mit Bruoch sind noch 1512 durch Albrecht Dürer in seinen Kupferstichen dokumentiert (Kupferstichpassion).

## Heute

### Kälteschutz
Beinlinge sind als Funktionsbekleidung im Radsport verbreitet. Sie werden ähnlich einem halterlosen Strumpf als Kälteschutz für die Beine getragen, wenn das Mitführen einer Hose zu aufwändig wäre. Eine nochmals verkürzte Form ist der Knieling, der nur die empfindlichen Kniegelenke vor Kälte und Feuchtigkeit schützen soll. Beide sind aus hochelastischem Kunstfasermaterial gefertigt und für den Wintereinsatz innen angeraut.

### Arbeitsschutz
Ebenfalls als Beinling bezeichnet man heute spezielle Schutzkleidung. Der Beinling wird um das Bein geschnallt und umschließt es im Idealfall komplett wie eine Hose. So werden z. B. Schnittschutzbeinlinge für Einsätze mit Motorsägen verwendet. Die Funktion ist wie bei einer Schnittschutzhose. Heute benutzte Schnittschutzbeinlinge sind zwei einzelne Hosenbeine, die auf der Innenseite oder Außenseite der Beine durch einen Reißverschluss um das jeweilige Bein geschlossen werden können. Die oberen Träger werden um den Gürtel der normalen Hose umgeschlagen und durch einen Klettverschluss oder Druckknöpfe gehalten. Die Beinlinge können schneller angezogen werden als Schnittschutzhosen und nehmen weniger Platz weg.